# Sulo Nurmela
Sulo Nurmela (ur. 13 lutego 1908 w Onkamaa, zm. 13 sierpnia 1999 w Hamina) – fiński biegacz narciarski, złoty medalista olimpijski oraz trzykrotny złoty medalista mistrzostw świata.

## Kariera
Igrzyska w Garmisch-Partenkirchen w 1936 roku był pierwszymi i zarazem ostatnimi igrzyskami w jego karierze. Wspólnie z Klaesem Karppinenem, Mattim Lähde i Kalle Jalkanenem zdobył złoty medal w sztafecie 4 × 10 km. Na tych samych igrzyskach zajął także siódme miejsce w biegu na 18 km techniką klasyczną.
W 1934 roku wystartował na mistrzostwach świata w Sollefteå. Wraz z Klaesem Karppinenem, Marttim Lappalainenem i Velim Saarinenem triumfował w sztafecie. Ponadto okazał się najlepszy w biegu na 18 km techniką klasyczną. Pozostałe miejsca na podium w tym biegu również zajęli Finowie: srebro wywalczył Veli Saarinen, a brązowy medal zgarnął Martti Lappalainen, który stracił do zwycięzcy ponad półtorej minuty. Rok później, podczas mistrzostw świata w Vysokich Tatrach z powodu choroby nie startował w konkurencjach indywidualnych. Finowie wysłali do Czechosłowacji oprócz niego tylko trzech innych biegaczy, Nurmela był więc zmuszony pobiec w sztafecie. Biegnący przed nim Mikko Husu, Klaes Karppinen i Väinö Liikkanen zdołali wypracować dwuminutową przewagę nad reprezentantami Norwegii biegnącymi na drugim miejscu. Mimo choroby Nurmela zdołał utrzymać się przed goniącym go Oddbjørnem Hagenem i Finowie zdobyli kolejne złoto w sztafecie. Startował także na mistrzostwach świata w Lahti w 1938 roku, gdzie zajął ósme miejsce w biegu na 50 km stylem klasycznym. Ponadto w 1937 roku wygrał bieg na 50 km podczas zawodów Salpausselän Kisat.

## Osiągnięcia

### Igrzyska olimpijskie
| Miejsce | Dzień     | Rok  | Miejscowość            | Konkurencja             | Wynik     | Strata    | Zwycięzca           |
| ------- | --------- | ---- | ---------------------- | ----------------------- | --------- | --------- | ------------------- |
| 1.      | 10 lutego | 1936 | Garmisch-Partenkirchen | Sztafeta 4 × 10 km      | 2:41:33 h | -         | -                   |
| 7.      | 12 lutego | 1936 | Garmisch-Partenkirchen | 18 km stylem klasycznym | 1:14:38 h | +3:42 min | Erik August Larsson |

### Mistrzostwa świata
| Miejsce | Dzień     | Rok  | Miejscowość   | Konkurencja             | Czas biegu | Strata     | Zwycięzca      |
| ------- | --------- | ---- | ------------- | ----------------------- | ---------- | ---------- | -------------- |
| 1.      | 22 lutego | 1934 | Sollefteå     | 18 km stylem klasycznym | 1:04.29 h  | -          | -              |
| 1.      | 25 lutego | 1934 | Sollefteå     | Sztafeta 4 × 10 km      | 2:40.28 h  | -          | -              |
| 1.      | 18 lutego | 1935 | Wysokie Tatry | Sztafeta 4 × 10 km      | 2:42.30 h  | -          | -              |
| 8.      | 27 lutego | 1938 | Lahti         | 50 km stylem klasycznym | 4:06:09 h  | +11:58 min | Kalle Jalkanen |